# Château de Scopont
Le château de Scopont est un château situé dans la commune Maurens-Scopont dans le département du Tarn, en France et inscrit aux monuments historiques depuis le 4 février 1992.

## Historique
Le site de Scopont est un lieu tragique de la croisade des Albigeois. Le château mêle çà et là des pierres de réemploi issues d'une ancienne abbaye détruite lors du passage de l'armée de Simon IV de Montfort et un charnier a été découvert avec des squelettes portant l'anneau de cuivre des parfaits, religieux cathares.
L'existence d'un château sur le site n'est à nouveau mentionnée qu'en 1423. Guillaume de Joyeuse, lieutenant général en Languedoc, est chargé de lutter contre les Protestants pendant les guerres de religion. En 1575, il prend le château d'« Escopont » et fait honneur à sa promesse en laissant la vie sauve à la garnison.
Plusieurs fois vendu à des propriétaires qui en prennent peu soin, le château est racheté presque à l'état de ruines pour être restauré. Il a en effet été avec d'autres châteaux la propriété ignorée de l'État algérien avant d'être racheté par Bernard d'Ingrando.
Au début des années 2020, des travaux doivent faire passer l'autoroute A69 à moins de 300 mètres du château, « une injure au patrimoine » selon le propriétaire.
Du 4 au 6 juillet 2025, le lieu accueille à nouveau les opposants de ce projet d'autoroute, pour une mobilisation militante nommée Turboteuf.

## Description
Le château est rectangulaire. Au nord, une vaste terrasse inclut les douves alors que la façade sud est tournée vers la vallée, encadrée de deux petites tours rondes à toit en ardoise pointu. Quelques meurtrières rappellent le passé militaire de l'édifice. 
À l'intérieur, de passé est présent dans les caves du XVIe siècle. Dans les étages, un escalier, des décors de stuc et des cheminées témoignent du confort apporté au fil des rénovations. 
Dans le parc, un pavillon néo-gothique a été construit au XIXe siècle avec des pierres de réemploi, en particulier des éléments venant du couvent des Carmes et du couvent des Jacobins de Toulouse et des pierres tombales locales. Il est classé depuis le 17 février 1995. Le parc compte des chênes centenaires, des érables et des tilleuls.

## Réferences
1. ↑  « Carte IGN classique » sur Géoportail..
2. 1 2 3  « Château de Scopont », notice no PA00095603, sur la plateforme ouverte du patrimoine, base Mérimée, ministère français de la Culture (consulté le 30 octobre 2015).
3. 1 2 3 4 5 6  Philippe Cros, Châteaux manoirs et logis : Le Tarn, Chauray, Éditions patrimoines médias, octobre 1999, 319 p. (ISBN 2-910137-43-0), p. 180.
4. ↑  Richard Bornia, « Maurens-Scopont. Un château tarnais racheté à l’Algérie », La Dépêche du midi,‎ 16 décembre 2019 (lire en ligne).
5. 1 2  Margaux d'Adhémar, « Dans le Tarn, la lutte d'un châtelain contre le passage d'une autoroute », Le Figaro,‎ 1er septembre 2023, p. 15 (lire en ligne).
6. ↑  « Autoroute A69 : "Festif et militant" pour les uns, "violence" et "guérilla" pour les autres, le château de Scopont, épicentre de la "TurboTeuf" des anti A69 », sur ladepeche.fr (consulté le 18 juillet 2025)